# Pierre Brossolette (téléfilm)
Pour les articles homonymes, voir Brossolette et Pierre-Brossolette.
Pour plus de détails, voir Fiche technique et Distribution.
Pierre Brossolette ou les Passagers de la lune est un téléfilm biographique français réalisé par Coline Serreau et diffusé sur France 3 la veille de l'entrée de la dépouille du résistant Pierre Brossolette au Panthéon.

## Synopsis
Ce téléfilm présente l'action de Pierre Brossolette, brillant normalien agrégé d'histoire devenu journaliste pendant la période de l'Entre-deux-guerres, et son engagement dans la Résistance dès son retour de la Bataille de France. Il se concentre notamment sur son travail de liaison entre les différents réseaux de la Résistance intérieure et la France libre, tout en laissant une large part à sa vie familiale afin de mieux cerner ce que fut l'homme. Le téléfilm se termine avec l'arrestation de Pierre Brossolette et sa mort en 1944.

## Contexte
Le film est diffusé sur France 3 à la veille de la cérémonie organisée le 27 mai 2015 en hommage à Pierre Brossolette et de son entrée au Panthéon, en compagnie de trois autres héros de la Résistance (Germaine Tillion, Geneviève De Gaulle-Anthonioz et Jean Zay).
Claude Pierre-Brossolette a salué la fidélité du portrait de son père réalisé à travers le film.

## Fiche technique
- Titre original : Pierre Brossolette ou les Passagers de la lune
- Réalisation : Coline Serreau
- Scénario : Didier Decoin, Patrice Duhamel d'après le livre Pierre Brossolette d'Éric Roussel[4].
- Adaptation et dialogue : Samuel Tasinaje
- Production : Simone Halberstadt Harari (Effervescence)
- Pays d’origine : France
- Lieux de tournage : Paris, Bordeaux, Libourne (ancienne caserne Lamarque)
- Langue : Français
- Durée : 1 h 30
- Genre : Film historique, film biographique
- Date de diffusion : 
  -  France : 26 mai 2015 sur France 3

## Distribution
- Julien Baumgartner : Pierre Brossolette[5]
- Léa Drucker : Gilberte Brossolette
- Charles Petit : Colonel Passy
- François Feroleto : Forest Yeo-Thomas
- Éric Naggar : Émile Bollaert
- Victor Quilichini : Claude Brossolette
- Bernard Alane : Général de Gaulle
- Coraly Zahonero : Yvonne de Gaulle
- Frédéric Sauzay : Colonel Rémy
- Jeanne Hatier : Anne Brossolette
- Jorg Schnass : Ernst Misselwitz
- Joe Sheridan : Winston Churchill
- Quentin Baillot : Jean Moulin
- Julien Renon	: Henri Frenay
- Philippe Vieux : Charles Vallin
- Olivier Cruveiller : André Philip
- Michel Lagueyrie : Le Capitaine de la Ferme.
- Manuel Gélin : Un soldat

## Récompense
- Festival international du film de fiction historique de Narbonne 2016 : Prix jeune